# ナウルーズ (ジョチ家)
ナウルーズ（نوروز/nawrūz、? - 1360年）は、バトゥ家断絶後（1360年）のジョチ・ウルスのハン。先代ハンのクルナ同様にジョチ・ウルス全体を統治する力を持たず、ジョチ・ウルスに「大紛乱(эамятня беликая)」と呼ばれる混乱時代をもたらしたことで知られる。

## 概要
1360年1月に先代ハンのクルナとその2人の息子を殺害してナウルーズがハン位を継承した。ナウルーズの出自は不明であるが、ティムール朝の史家のホーンデミールはナウルーズがジャーニー・ベクの息子を名のっていたとする。一方、信憑性の高いジョチ家の系図が記される『高貴系譜』（Muˤizz al-ansāb）などには、ジャーニー・ベクの子孫にナウルーズが含まれていない。ジャーニー・ベクの息子であるベルディ・ベクは、生後8カ月の弟を含む12人の近親者を虐殺したと言われており、ナウルーズがジャーニー・ベクの別の息子である可能性は低いと考えられる。また、ナウルーズとジョチの息子のタングトの子孫であるバザルチ（Bazarčī）という人物が史料上で同じような役割を担っていることから、ナウルーズとバザルチは同一人物であるとする説もある。
一方、ナウルーズがハン位につく直前の1359年11月にはモスクワのイヴァン2世が亡くなっており、ナウルーズが即位するとイヴァン2世の息子のドミートリー・イヴァーノヴィチ（後に「ドンスコイ」の異名で知られる）がウラジーミルの大公位継承を求めてハンの宮廷を訪れた。しかし、ナウルーズはドミートリー・イヴァーノヴィチではなくスーズダリ公ドミートリー・コンスタンチノヴィッチに大公位の勅許状（ヤルリク）を与え、両国の間に緊張をもたらした。ロシア語年代記もこのナウルーズの行動を「この任命は父祖の土地の制度、先祖から土地の制度に沿っていない」と評している。
その後、ロシア語史料の『ニコン年代記』によると、「ヴォルガ河の帝王ナウルーズ」と「帝妃タイトグリ」は「ヤイク河の向こうの帝王ヒズル」と「サライのベクたち」の陰謀によって処刑されたという。これによって、ジョチ・ウルス右翼（＝バトゥ・ウルス）は更に内部で東西に分裂し、サライを中心とする東半を支配し独自にハンを称するシバン家と、クリミア地方を中心とする西半を支配し傀儡ハンを立てるママイの勢力（ママイ・オルダ）が並立することになる。

## バトゥ家
- ジョチ太子(Jöči ＞朮赤/zhúchì,جوچى خان/jūchī khān)
  - 1サイン・カン/バトゥ大王(Batu ＞抜都/bádōu,باتو/bātū)
    - 2サルタク大王(Sartaq ＞撒里答/sālǐdā,سرتاق/sartāq)
    - トクカン(Tuquqan ＞توقوقان/tūqūqān)
      - ダルブ(Darbu ＞داربو/dārbū)
        - 7トレ・ブカ(Töle buqa ＞تولا بوقا/tūlā būqā)
        - 7-2ゴンチェク(Könček ＞كونجك/kūnjak)

      - 5モンケ・テムル王(Möngke temür ＞忙哥帖木児/mánggē tièmùér,مونككه تيمور/mūnkka tīmūr)
        - 7-3アルグイ(Alγuy ＞الغوى/ālghūī)
        - 8トクタ(Toqta ＞脱脱/tuōtuō,توقتا/tūqtā)
        - 7-4トグリルチャ(Toγrilča ＞طغریلجه/ṭughurīlja)
          - 9ウズベク(Özbeg ＞月即別/yuèjíbié,اوزبك/ūzbīk)
            - 10ティーニー・ベク(Tini beg ＞تينى بيك/tīnī bīk)
            - 11ジャーニー・ベク(Jani beg ＞札尼別/zháníbié,جانى بيك/jānī bīk)
              - 12ベルディ・ベク(Berdi beg ＞بيردى بيك/bīrdī bīk)
              - 13?クルナ(Qulna ＞قلنا/qulnā)
              - 14?ナウルーズ(Nawrūz ＞نوروز/nawrūz)

      - 6トデ・モンケ王(Töde möngke ＞脱脱蒙哥/tuōtuō ménggē,تودا مونككه/tūdā mūnkka)

    - エブゲン(Ebügen ＞ابوكان/abūkān)
    - 3ウラクチ(Ulaqči ＞اولاقچى/ūlāqchī)

  - 4西方諸王ベルケ(Berke ＞別児哥/biéérgē,بركاى/barkāy)

先述したように、ナウルーズがバトゥ家の出身である可能性は低いと考えられる。